# 公仁站
公仁站（韓語：공인역）是朝鮮民主主義人民共和國慈江道江界市公仁洞的一個鐵路車站，属于满浦线。

## 历史
- 1937年12月1日，开通使用[1]。

## 邻近车站
满浦线
富只站 - 公仁站 - 江界站